# Alfenzbrücke (Lorüns)
Die Alfenzbrücke ist eine Fachwerkbrücke aus Stahlbeton für den Rad- und Fußgängerverkehr. Sie spannt sich über die Alfenz, nahe der Mündung in die Ill und liegt in der Gemeinde Lorüns im österreichischen Vorarlberg.

## Geschichte
Der Bau der Radverkehrsbrücke war Teil der Maßnahmen, den Radverkehr im Bundesland Vorarlberg zu stärken. Das Ingenieurbüro M+G wurde mit der Planung und Errichtung des 750 Meter langen Erschließungsweges über die Alfenz beauftragt. Für das Brückenbauwerk selbst, bezogen sie das Architekturbüro Marte.Marte Architekten aus Feldkirch in die Planung mit ein. Die Rahmenbedingungen für die Errichtung der Brücke waren sehr eng. In unmittelbarer Nähe flussaufwärts befindet sich eine Straßenbrücke der Silvrettastraße. Nach unten hin war man durch den nach Unwettern hochwasserführenden Fluss und nach oben hin durch Hochspannungsleitungen begrenzt. Südlich war der Platz durch Umweltschutzauflagen im Mündungsbereich der Alfenz eingeschränkt. Die Errichtung erfolgte zwischen Mai und September 2010 – die Verkehrsfreigabe erfolgte am 11. September 2010.

## Architektur
Das Konzept dieser Kastenbrücke basiert auf den gedeckten Holzbrücken, derer es in Vorarlberg zahlreiche gibt. Die Alfenzbrücke wurden in Kastenform errichtet. Sie besteht auf beiden Seiten aus bis zu 4,30 Meter hohen Fachwerkträgern aus Stahlbeton. An zwei von vier Enden gehen die Fachwerkträger in geschlossene Wände über. Dies soll bei den Fußgängern und Radfahrern das Sicherheitsgefühl verstärken.  Die Brücke hat einen trapezförmigen Querschnitt und unterschiedlich abgeschrägte Enden. In den Öffnungen der Brücke schützen Netze die Passanten vor dem Absturz.
Die Brücke hat eine Länge von rund 30 Metern, ihre Gesamtmasse beträgt 300 Tonnen. Boden- und Deckenplatte wirken als Ober- und Untergurt und tragen damit maßgeblich zur Stabilisierung der Brückenkonstruktion bei. Die Bodenplatte hat eine Dicke von 25 cm.

## Auszeichnungen
Die Brücke erhielt mehrere nationale wie auch internationale Bau- und Architekturpreise:
- 2011: SOLID BauTech Preis
- 2011: Red Dot Design Award
- 2012: Internationaler Architekturpreis
- 2011: Präsentation in Best Architects 12